# Vairë
Vairë Tkadlena je fiktivní postava ve Středozemi, světě vytvořeném J. R. R. Tolkienem. Je jednou z Valier, královen Valar a manželkou Náma, obvykle zvaného Mandos. Sídlí v síních svého muže a tam tká příběhy Světa. Její gobelíny příběhů pak pokrývají a zdobí zdi Síní Mandosu.

## Pojmenování
- Její jméno pochází z Quenyi a znamená Tkadlena

- Jazykem Noldor je zvána Gwîr, dříve Gwairil a rovněž znamená Tkadlena.